# USS Bullard (DD-660)
USS Bullard (DD-660) là một tàu khu trục lớp Fletcher được Hải quân Hoa Kỳ chế tạo trong Chiến tranh Thế giới thứ hai. Nó là chiếc tàu chiến duy nhất của Hải quân Mỹ được đặt theo tên Chuẩn đô đốc William H. G. Bullard (1866–1927), người tham gia các cuộc Chiến tranh Tây Ban Nha-Hoa Kỳ và Chiến tranh Thế giới thứ nhất. Nó hoạt động cho đến hết Thế Chiến II, được cho xuất biên chế năm 1946, và bị bán để tháo dỡ năm 1973. Bullard được tặng thưởng danh hiệu chín Ngôi sao Chiến trận do thành tích phục vụ trong Thế Chiến II.

## Thiết kế và chế tạo
Bullard được đặt lườn tại xưởng tàu của hãng Federal Shipbuilding and Dry Dock Co. ở Kearny, New Jersey vào ngày 16 tháng 10 năm 1942. Nó được hạ thủy vào ngày 28 tháng 2 năm 1943; được đỡ đầu bởi bà H. G. Bullard vợ góa Chuẩn đô đốc Bullard; và nhập biên chế vào ngày 9 tháng 4 năm 1943 dưới quyền chỉ huy của Hạm trưởng, Trung tá Hải quân G. R. Hartwig.

## Lịch sử hoạt động
Sau khi hoàn tất đợt chạy thử máy ngắn dọc theo vùng bờ Đông và tại vùng biển Caribe, Bullard lên đường đi sang khu vực Mặt trận Thái Bình Dương, và đi đến Trân Châu Cảng vào ngày 29 tháng 8 năm 1943. Ngoại trừ một chuyến đi đến California từ ngày 10 tháng 9 năm 1944 đến ngày 18 tháng 2 năm 1945, nó đã hoạt động liên tục tại khu vực tiền phương Mặt trận Thái Bình Dương trong các vai trò bắn hỏa lực hỗ trợ, canh phòng máy bay, tuần tra và cột mốc radar canh phòng.
Bullard đã tham gia cuộc bắn phá đảo Wake vào các ngày 5, 6 tháng 10 năm 1943; bắn phá Rabaul vào các ngày 11 tháng 11; chiếm đóng Tarawa từ ngày 19 tháng 11 đến ngày 1 tháng 12; chiếm đóng Kwajalein và Majuro từ ngày 22 tháng 1 đến tháng 3 năm 1944; đổ bộ lên quần đảo Admiralty từ ngày 30 tháng 3 đến ngày 13 tháng 4; đổ bộ lên Hollandia từ ngày 16 tháng 4 đến ngày 4 tháng 5; chiếm đóng Saipan và Guam từ ngày 10 tháng 6 đến ngày 17 tháng 8; và chiến dịch Okinawa từ ngày 15 tháng 3 đến ngày 31 tháng 5 năm 1945.
Đang khi hoạt động ngoài khơi Okinawa vào ngày 11 tháng 4 năm 1945, Bullard bị hư hại nhẹ do một cuộc tấn công Kamikaze tự sát của máy bay Nhật Bản. Sau khi được sửa chữa tại Okinawa, nó lên đường đi Leyte vào ngày 31 tháng 5, rồi khởi hành từ vịnh Leyte vào ngày 1 tháng 7 để tham gia các cuộc không kích cuối cùng của Đệ Tam hạm đội xuống chính quốc Nhật Bản từ ngày 10 tháng 7 đến ngày 15 tháng 8.
Sau khi Nhật Bản đầu hàng kết thúc xung đột, Bullard tiếp tục ở lại Viễn Đông để tham gia nhiệm vụ chiếm đóng cho đến ngày 10 tháng 11, khi nó lên đường quay trở về San Pedro, California, đến nơi vào ngày 3 tháng 12. Con tàu hoạt động dọc theo vùng bờ Tây trong phần lớn năm 1946, trước khi đi đến San Diego, California để chuẩn bị ngừng hoạt động; nó được cho xuất biên chế vào ngày 20 tháng 12 năm 1946. Tên của Bullard được rút khỏi danh sách Đăng bạ Hải quân vào ngày 1 tháng 12 năm 1972, và lườn tàu bị bán để tháo dỡ vào ngày 3 tháng 12 năm 1973.

## Phần thưởng
Bullard được tặng thưởng chín Ngôi sao Chiến trận do thành tích phục vụ trong Thế Chiến II.